# Bandy au Royaume-Uni

## Histoire
Le bandy moderne a commencé à prendre forme au Royaume-Uni au XVIIIe siècle et plus particulièrement dans le district du Fen (Cambridgeshire et Lincolnshire). Il est raconté qu'en 1813 l'équipe du village de Bury on Fen n'avait pas été battue depuis 100 ans (soit aucune défaite depuis 1713 jusqu'en 1813 ou plus). Le sport a commencé à se développer durant les Années 1860, et en 1891 le premier livre de règles a été écrit en Angleterre. La fédération anglaise, la "National Bandy Association" a été créé la même année. Le bandy a été plus joué dans le district du Fen, et l'équipe Bury on Fen BC était le club le plus dominant de l'époque. Les clubs Nottingham Forest Football Club et Sheffield United Football Club, connus grâce au football, ont été créés comme club de bandy et de football. D'autres clubs anglais de bandy sont connus, comme Virginia Water BC, Winchester BC, Northampton BC et Oxford City. Le premier match de bandy régulier a été joué à Crystal Palace à Londres en 1875 entre deux clubs londoniens. L'Angleterre a gagné le championnat d'Europe de bandy 1913, mais plus aucun match n'a été joué plus tard (depuis le milieu des Années 1910).

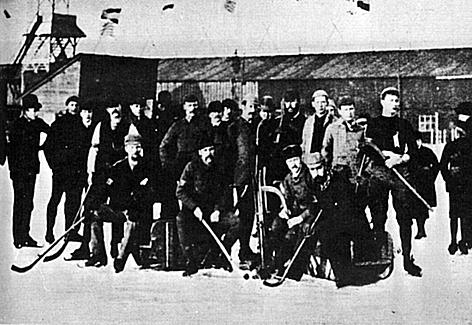
L'équipe anglaise au Championnat d'Europe de bandy 1913

## Réintroduction
Le 26 mars 2004 a eu lieu, au terrain de Hockey sur Glace Streatham Ice Arena au milieu du sud-central de Londres un match de démonstration entre l'équipe russe du HK Vodnik et l'équipe suédoise du Edsbyns IF. Le score final du match a été de 10-10. Le match était une partie d'essai pour introduire le bande organisé au Royaume-Uni. L'Angleterre et la Fédération anglaise de bandy a joint la Fédération internationale de bandy en 2010.

## Bando
Le Pays de Galles joue un sport similaire, le « Bando », qui était plus populaire parmi les mineurs. Le jeu a disparu en 1891 quand les Anglais ont inventé les règles du Bandy.

## Sources
- (anglais) England
- (anglais) Wales

## Articles Connexes
- Bandy
- Bandy dans le monde